# Physorhinus ruficeps
Physorhinus ruficeps là một loài bọ cánh cứng trong họ Elateridae. Loài này được Van Dyke miêu tả khoa học năm 1953.